# 扎拉丰阿 (萨克达氏)

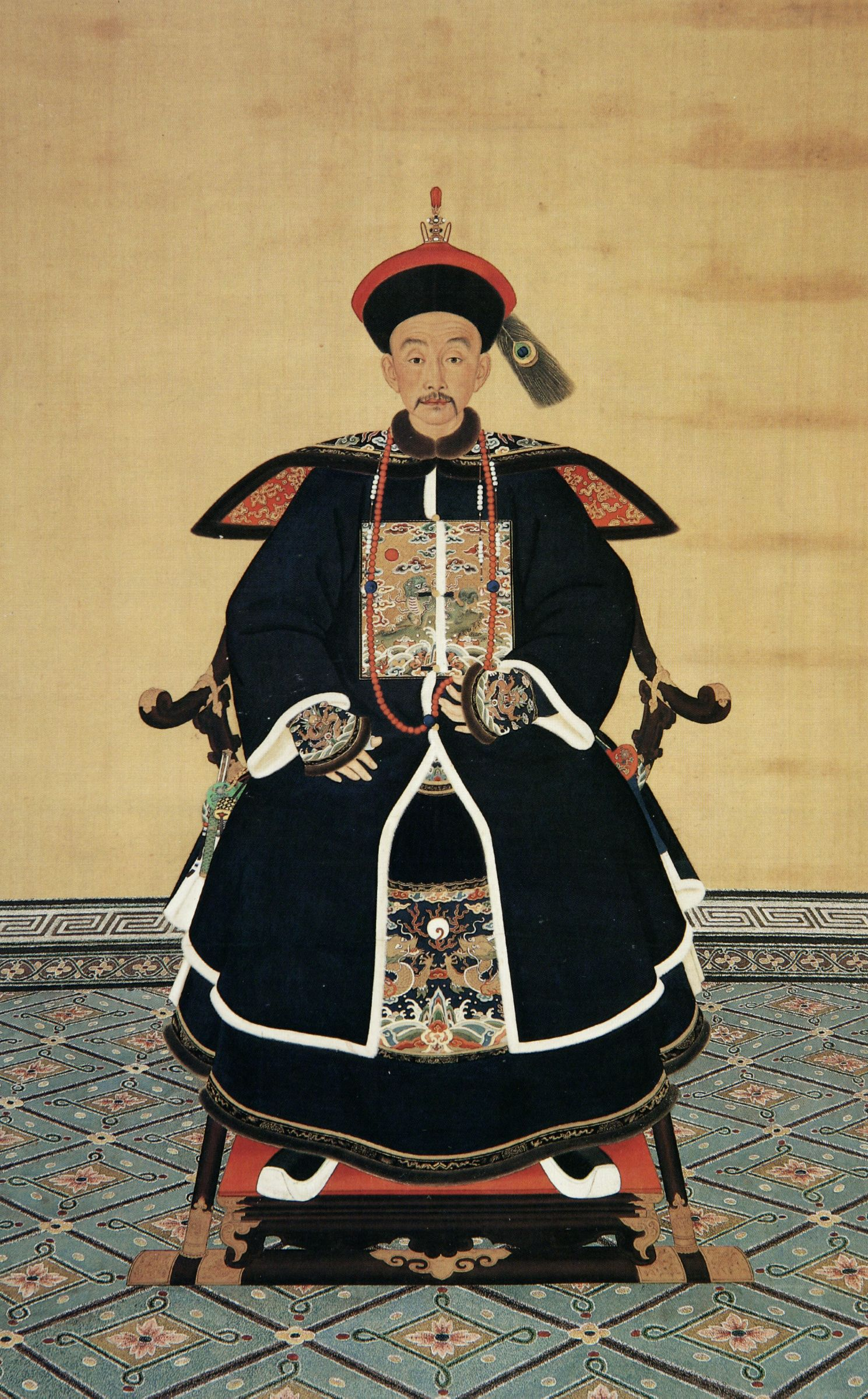
扎拉丰阿

扎拉丰阿（穆麟德轉寫：jalafungga；19世纪？—1898年），萨克达氏，本名瑞林，字鹤汀，清朝额驸。父熙拉布，官至副都统。

## 生平
扎拉丰阿初充御前侍卫，咸丰年间，指婚尚道光帝第八女寿禧和硕公主，赐改今名。
同治二年（1863年），他与公主正式完婚。同治五年（1866年），公主去世。同治十二年（1873年）正月，授汉军副都统、荐官至护军统领。
光绪十四年十一月累迁都统，管神机营事务，十五年正月赐朝马，十月赐用紫缰。光绪二十年正月，赐用固伦额驸补服。光绪二十四年五月卒。